# 徐際旦
徐际旦（？—1630年代），號宇白（一字存白），江西广信府永丰县人。

## 生平
萬曆四十三年（1615年）乙卯科江西乡试举人，署丰城县学事，性醇谨，步趋不踰尺度，课士寒暑无间，严礼法，不责馈遗，士有贫者，间分俸賙之。登天啓五年（1625年）乙丑科進士，七十登第，授浙江钱塘县知县，调福建连城县知县，培养学校，肃清衙役，官至廣德州知州，未任卒。